# Daniela Brzobohatá
Daniela Brzobohatá rozená Písařovicová (* 12. prosince 1978 Znojmo) je česká moderátorka, redaktorka a herečka. V České televizi moderovala pořady Události (2013–2020) a Události, komentáře (2018–2020), mezi lety 2021 až 2023 byla moderátorkou internetové televize DVTV. Účinkovala v několika televizních filmech a seriálech.

## Život
Dětství prožila v Jaroměřicích nad Rokytnou. Vystudovala gymnázium ve Znojmě. Následně vystudovala Vysokou školu ekonomickou v Praze a od září roku 2006 začala pracovat v České televizi. Nejprve reportovala ekonomické zprávy v pořadu Ekonomika ČT24, Interview ČT24 a s Davidem Borkem moderovala také ranní zpravodajské Studio 6. Od 22. června 2013 uváděla pořad Události, hlavní zpravodajskou relaci ČT. V lednu 2014 moderovala na ČT :D pořad Zprávičky. Po moderování zpravodajských relací začala moderovat i slavnostní předávání cen jako udílení cen Magnesia Litera 2013, či anketu Sportovec roku 2018. Ve dvou televizních filmech ztvárnila postavu televizní reportérky, prvním byl Slečna Flintová (2013) a druhým Případ pro exorcistu (2015).
Věnovala se i zpěvu, když zpívala v různých hudebních skupinách, například v uskupení „Zanthia“. Za rok 2010 byla oceněna cenou TýTý v kategorii „Objev roku“.
Dne 11. prosince 2020 oznámila, že s koncem roku 2020 opouští po 16 letech Českou televizi a tím ukončí i moderování pořadů Události a Události, komentáře; pořad Události, komentáře naposledy moderovala dne 18. prosince 2020 a pořad Události pak dne 30. prosince 2020. V květnu 2021 začala moderovat v DVTV po boku svých bývalých kolegů z ČT Martina Veselovského a Daniely Drtinové.
Od 6. září 2019 vystupovala v Divadle na Vinohradech ve hře Návštěva staré dámy po boku Dagmar Havlové nebo Tomáše Töpfera, kde ztvárnila roli reportérky. V této divadelní roli alternovala se svým bývalým kolegou z ČT moderátorem Jakubem Železným.
V roce 2021 se stala kmotrou knihy Majonéza k snídani autorky Markéty Lukáškové, jejíž tvorbu obdivuje a na televizi TV Prima začala vystupoval v pořadu Inkognito, kde je členem týmu hadačů.
V květnu 2023 oznámila zásnuby s hudebníkem a hercem Ondřejem Gregorem Brzobohatým. Svatba proběhla v září 2023 u italského Lago Di Garda.
V říjnu 2023 oznámila, že po více než dvou letech opouští internetovou televizi DVTV, s níž bude nadále spolupracovat pouze externě.

## Filmografie

### Televize
- 2013 – Slečna Flintová, role TV reportérky
- 2013 – Sanitka 2, role TV reportérky ČT
- 2015 – Případ pro exorcistu, TV reportérka
- 2015 – Ztraceni v Mnichově, role TV moderátorky ČT
- 2016 – Pět mrtvých psů
- 2017 – Přání k mání, role reportérky
- 2018 – StarDance …když hvězdy tančí (9. řada)
- 2022 – Vražedné stíny (oba díly / na obrazovce televizoru, jako redaktorka pořadu České televize "Události, komentáře" / )
- 2022 - Inkognito

### Dabing
- 2017 – Auta 3 – slečna moderátorka Sečtená
- 2019 – Aladinova nová dobrodružství – hlas moderátorky